# Dracocephalum heterophyllum
Espèce
Dracocephalum heterophyllum est une espèce de plantes à fleurs de la famille des Lamiaceae.

## Liste des espèces et sous-espèces
Selon World Checklist of Selected Plant Families (WCSP) (6 juil. 2012) :
- Dracocephalum heterophyllum Benth. (1835)
  - sous-espèce Dracocephalum heterophyllum subsp. heterophyllum
  - sous-espèce Dracocephalum heterophyllum subsp. ovalifolium A.L.Budantsev (1987)